# Louis-Prosper Durand
Louis-Prosper Durand OFM (chiń. 杜安坤; ur. 13 listopada 1885 w Coaticook, zm. 7 sierpnia 1972 w Hachiōji) – kanadyjski duchowny rzymskokatolicki, misjonarz, superior i prefekt apostolski Weihai, wikariusz apostolski Czyfu i biskup Yantai.

## Życiorys
Pochodził z Quebecu. 15 sierpnia 1907 wstąpił do Zakonu Braci Mniejszych. Pierwsze śluby złożył 15 sierpnia 1908, a wieczyste 31 sierpnia 1911. 25 lipca 1912 w Quebecu z rąk arcybiskupa Quebecu kard. Louisa-Nazaire Bégina otrzymał święcenia prezbiteriatu i został kapłanem swojego zakonu. W tym samym roku wyjechał na misje do Chin.
29 stycznia 1932 papież Pius XI mianował go superiorem nowo powstałej misji sui iuris Weihaiwei. 9 lutego 1938 misję podniesiono do rangi prefektury apostolskiej. Tym samym o. Durand został prefektem apostolskim Weihai.
14 czerwca 1938 ten sam papież mianował go wikariuszem apostolskim Czyfu oraz biskupem tytularnym sebelijskim. 28 sierpnia 1938 w katedrze w Pekinie przyjął sakrę biskupią z rąk delegata apostolskiego w Chinach abpa Mario Zanina. Współkonsekratorami byli wikariusz apostolski Pekinu Paul-Leon-Cornelius Montaigne CM oraz wikariusz apostolski Jinanu Cyril Rudolph Jarre OFM.
Podczas II wojny światowej, w 1940 został aresztowany przez Japończyków i zesłany do obozu koncentracyjnego, w którym przebywał do wyzwolenia w 1945. Po odzyskaniu wolności, wyjechał z Chin. Brak danych czy do nich powrócił później. 11 kwietnia 1946, w związku ze zmianami administracyjnymi w chińskim Kościele został biskupem Yantai, z którego to urzędu zrezygnował 20 stycznia 1950. Tego dnia otrzymał biskupstwo tytularne Girus.
W rodzinnym Coaticook jego imieniem nazwane są ulica i szkoła.